# Алтайська вівця
Алта́йська вівця́ — тонкорунна порода овець вовново-м'ясного напряму, виведена в 1930—48 в Алтайському краї схрещуванням місцевих мериносів з баранами кавказької та грозненської порід.
Жива вага баранів 90—110 кг, маток 60—65 кг.
Настриг вовни 9—11 кг від баранів і 5,5—6,5 кг від маток.
Довжина вовни 7,5 см; тонина 64 якості.
вихід чистого волокна 42—44 %
Продуктивність. Кожні 100 маток дають за рік 120—140 ягнят.
Тварини великі, міцної конституції, добре пристосовані до суворих степових умов.
Алтайську вівцю розводять в Алтайському краї, в усіх районах Сибіру, в Північному Казахстані.